# Яшина, Роза Ивановна
Роза Ивановна Яшина (в девичестве Лекомцева; 1 января 1933, д. Русский Зязьгор, Кезский район — 30 августа 2022, Ижевск, Россия) — удмуртский советский и российский лингвист, литературовед, литературный критик, поэтесса, очеркист и переводчица

 на удмуртский язык. Кандидат филологических наук (1965), профессор (2002). Заслуженный деятель науки УАССР (1983). Президент Всеудмуртской ассоциации «Удмурт Кенеш» (1993—1994).

## Биография

### Образование
Роза Ивановна родилась 1 января 1933 года в деревне Русский Зязьгор Кезского района Удмуртии в семье сельского учителя. С двух лет жила в деревне Ариково Дебёсского района, здесь же окончила семилетнюю школу. В 1947 году поступила Дебёсское педагогическое училище, которое окончила с отличием. В 1951 году поступила на филологический факультет Удмуртского государственного пединститута (ныне Удмуртский государственный университет). В вузе была активным членом литературно-творческого кружка, пела в удмуртском хоре. В институте близко познакомилась с Даниилом Яшиным; после получения диплома вышла за него замуж и переехала в Глазов, где три года проработала в школе учительницей русского языка и литературы.
В 1959 году вместе с мужем вернулась в Ижевск и поступила в аспирантуру УГПИ. В 1965 году в Тартуском университете защитила кандидатскую диссертацию на тему «Сравнительные конструкции в удмуртском языке», которая получила определённое практическое значение, так как позволила внести коррективы в существующие правила пунктуации по синтаксису удмуртского языка.

### Преподавательская и научная деятельность
В 1962 году началась деятельность Розы Ивановны на преподавательском поприще в Удмуртском пединституте. Первые годы она вела лекционные курсы по синтаксису и методике преподавания русского и удмуртского языков, передавая при этом своим студентам полученный практический опыт работы в средней школе Глазова. Позднее читала лекции на кафедре удмуртской литературы и литературы народов СССР и вела научно-исследовательскую работу по литературоведению и методике преподавания литературы.
Роза Ивановна Яшина — одна из наиболее активных участников создания учебников по синтаксису и морфологии удмуртского языка. Первый из них «Удмурт кыл. Синтаксис, стилистика: 6-8 классъёслы» (в переводе с удм. — «Удмуртский язык. Синтаксис, стилистика: 6-8 классы»), написанный в соавторстве с Августой Васильевной Конюховой, а также второй — «Удмурт кыл: 5-6 классъёслы» (с удм. — «Удмуртский язык: 5-6 классы»), написанный в соавторстве с Глафирой Николаевной Никольской, Аполлинарией Александровной Поздеевой и Иваном Васильевичем Таракановым впоследствии выдержали по 6 изданий. Яшина является также одним из авторов учебника нового поколения по удмуртскому языку для школ «Удмурт кыл: 8-9 классъёслы» (с удм. — «Удмуртский язык: 8-9 классы»), изданного в 2003 году под общей редакцией Геннадия Афанасьевича Ушакова.
Учебное пособие Яшиной «Удмурт кылъя внеклассной ужъёс» (с удм. — «Внеклассная работа по удмуртскому языку», в котором представлен разносторонний лексический и грамматический материал и даны важные рекомендации для преподавания удмуртского языка, оказало большую помощь учителям республики. Стилистике, одной из мало разработанных тематик удмуртского языкознания, посвящена другая объёмная работа Розы Ивановны — «Удмурт стилистикая очеркъёс» (с удм. — «Очерки по стилистике удмуртского языка»). Всего под её авторством опубликовано более 100 научных статей и 14 отдельных книг и учебных пособий для студентов и учителей общеобразовательных школ.

### Творчество
Первые стихи Розы Ивановны стали появляться в периодической печати ещё в годы её учёбы в институте: в газете «Советской Удмуртия», журнале «Молот», коллективных поэтических сборниках, переводились на языки финно-угорской группы. Особенно хорошо была принята лирическая поэма «Тодӥськод на-а тон?» (в переводе с удм. — «Помнишь ли ты?»).
С началом 2000-х Яшина обратилась к переводам на удмуртский язык произведений классиков русской литературы: Сергея Есенина, Александра Пушкина, Николая Некрасова и др. В 2002 году состоялась презентация книги «Сергей Есенин» — первого отдельного сборника стихов поэта в переводе на удмуртский, а в 2010 году из печати вышел переведённый ею роман в стихах «Евгений Онегин».

## Премии и награды
Труд Розы Ивановны отмечен множеством правительственных наградам: в 1983 году ей присвоено звание «Заслуженный деятель науки Удмуртской АССР», она награждена медалями «Ветеран труда», Почётным знаком «Отличник народного просвещения РСФСР», Почётными грамотами Президиума Верховного Совета Удмуртской АССР, Совета Министров Удмуртской АССР, Правительства Удмуртской Республики, является лауреатом национальной премии им. К. Герда (1999). Почётный профессор Удмуртского государственного университета.